# Juncus
Genre
Classification APG III (2009)

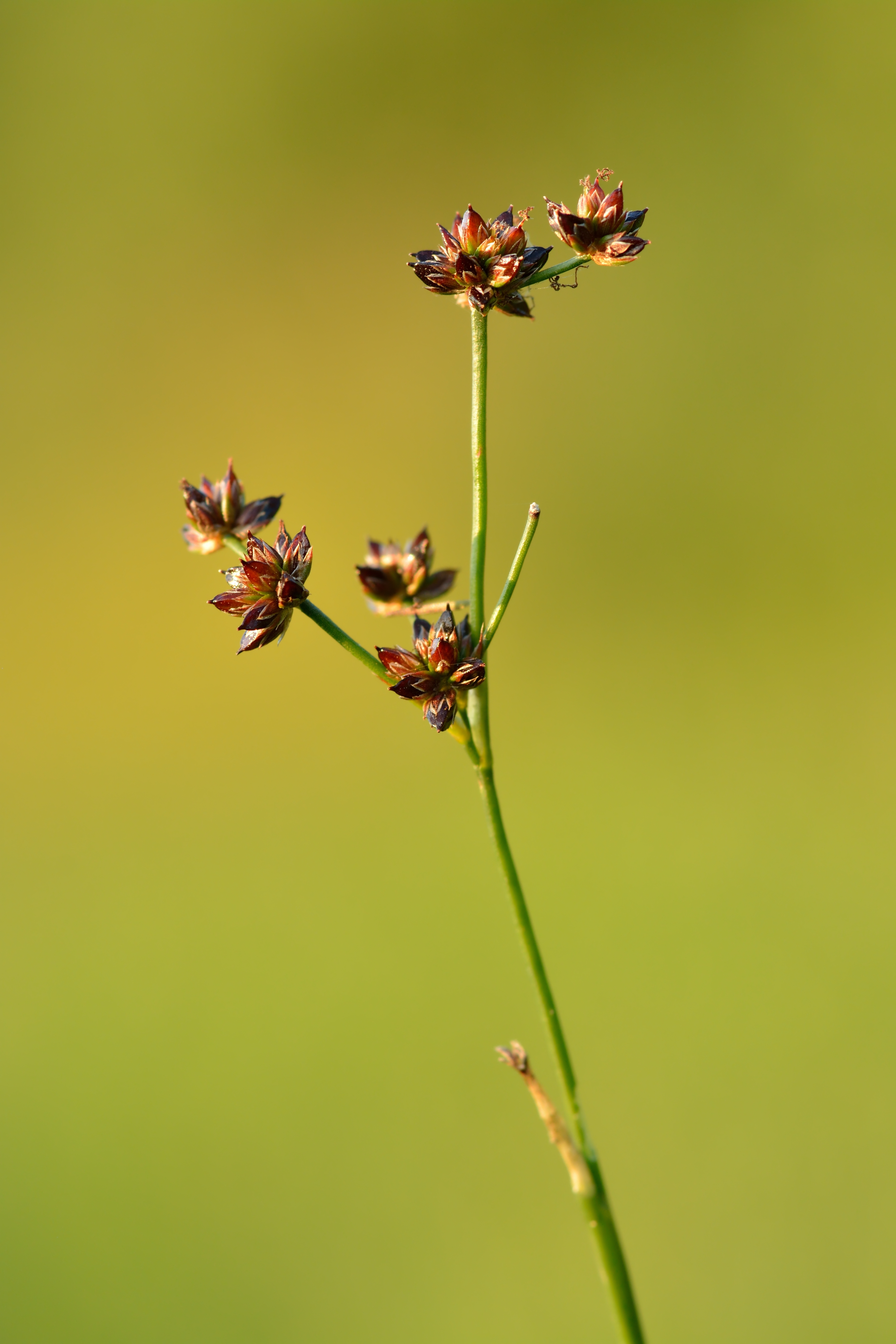
Juncus articulatus

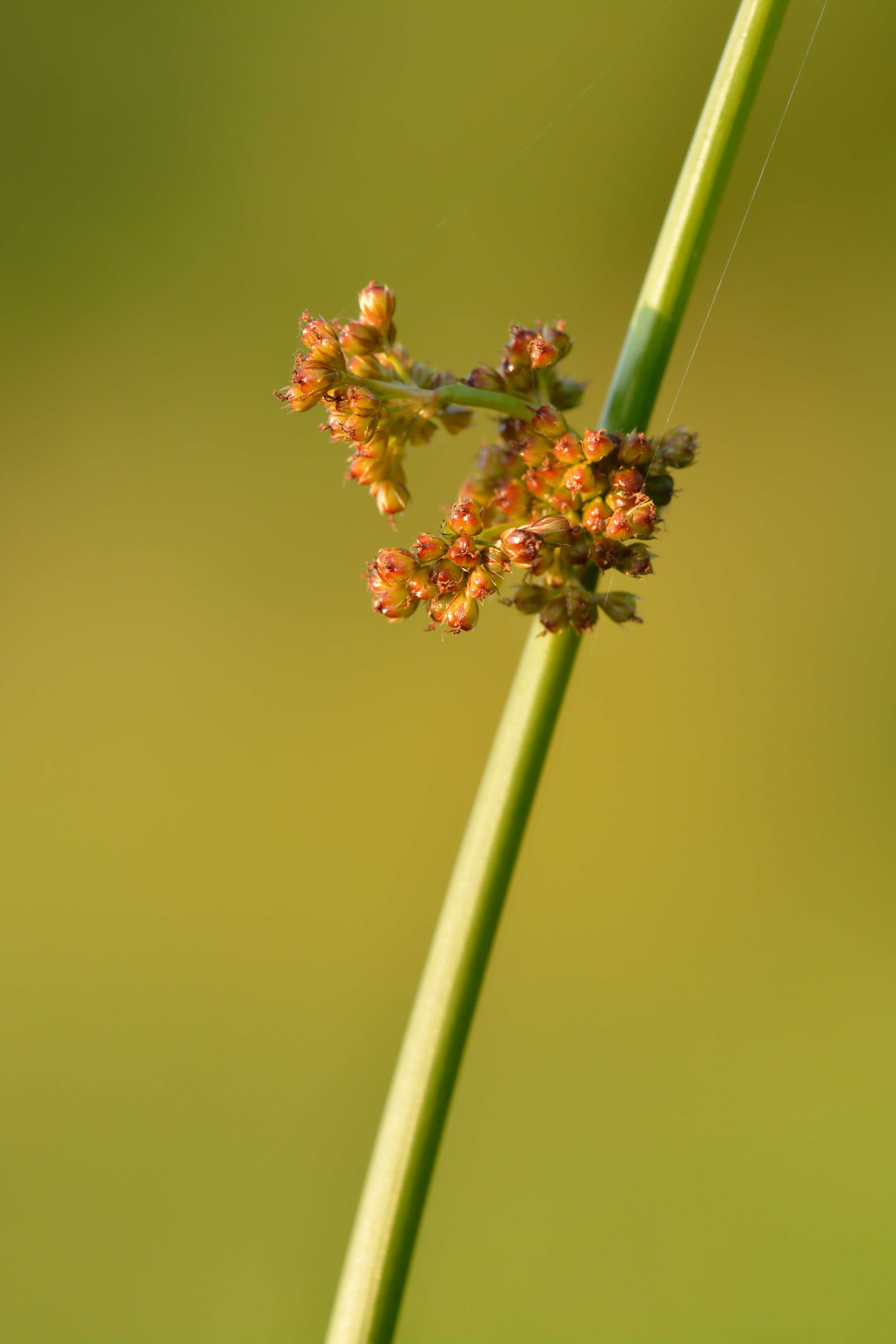
Juncus effusus

Juncus est un genre végétal de la famille des Juncaceae. C'est le principal genre de joncs. Ce sont des plantes herbacées vivaces vivant en milieu aquatique ou humide. La tige est droite et flexible. On la trouve souvent près des fossés où les sols sont très humides. Elle était utilisée avant la bougie ou la chandelle, pour s'éclairer, elle était trempée dans de la graisse végétale ou animale qu'on laissait ensuite durcir.
La jonchaie est le nom donné à une formation végétale dominée ou structurée par une ou des espèces du genre Juncus.

## Étymologie
Juncus vient du latin jungere, « joindre, attacher », les joncs servant à faire des liens plus ou moins solides.

## Liste d'espèces
- Juncus abortivus Chapman
- Juncus acuminatus Michx.

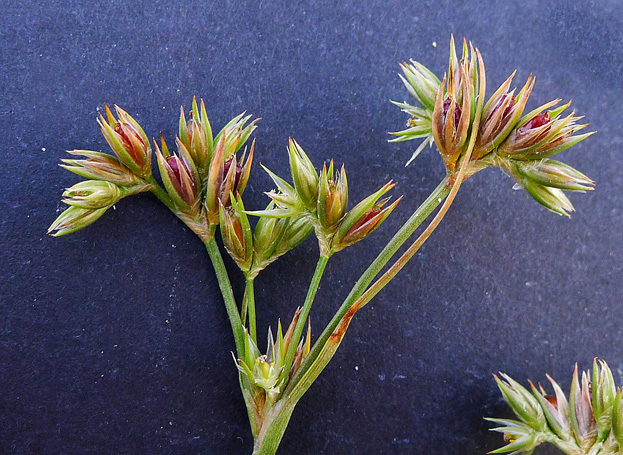
Jonc nain.

- Juncus acutiflorus Ehrh. ex Hoffmann
- Juncus acutus L.
- Juncus albescens (Lange) Fern.
- Juncus ×alpiniformis Fern.
- Juncus alpinoarticulatus Chaix
  - Juncus alpinoarticulatus ssp. alpestris (Hartman) Hamet-Ahti
- Juncus ambiguus Guss.
- Juncus anceps Laharpe
- Juncus arcticus Willd.
- Juncus articulatus L.
- Juncus balticus Willd.
  - Juncus balticus var. balticus Willd.
  - Juncus balticus var. melanogenus Fern. et Wieg.
  - Juncus balticus var. stenocarpus Buch. et Fern.
- Juncus biflorus Ell.
- Juncus biglumis L.
- Juncus bolanderi Engelm.
- Juncus brachycarpus Engelm.
- Juncus brachycephalus (Engelm.) Buch.
- Juncus brachyphyllus Wieg.
- Juncus brevicaudatus (Engelm.) Fern.
- Juncus breweri Engelm.
- Juncus bryoides F.J. Herm.
- Juncus bufonius L.
- Juncus bulbosus L.
- Juncus caesariensis Coville
- Juncus canadensis J. Gay ex Laharpe
- Juncus capillaris F.J. Herm.
- Juncus capitatus Weigel
- Juncus castaneus Sm.
  - Juncus castaneus ssp. castaneus var. castaneus Sm.
  - Juncus castaneus ssp. castaneus var. pallidus Hook. ex Buch.
- Juncus chlorocephalus Engelm.
- Juncus conglomeratus L. (Jonc aggloméré)
- Juncus compressus Jacq.
- Juncus confusus Coville
- Juncus cooperi Engelm.
- Juncus coriaceus Mackenzie
- Juncus covillei Piper
- Juncus cyperoides Laharpe
- Juncus debilis Gray
- Juncus dichotomus Ell.
- Juncus diffusissimus Buckl.
- Juncus drummondii E. Mey.
- Juncus dubius Engelm.
- Juncus dudleyi Wieg.
- Juncus duranii Ewan
- Juncus effusus L.
- Juncus elliottii Chapman
- Juncus ensifolius Wikstr.
- Juncus falcatus E. Mey.
- Juncus filiformis L.
- Juncus filipendulus Buckl.
- Juncus ×fulvescens Fern.
- Juncus fulviscens Fernald
- Juncus georgianus Coville
- Juncus gerardi Loisel
- Juncus gerardii Loisel.
- Juncus ×gracilescens F.J. Herm. ex Wadmond
- Juncus greenei Oakes et Tuckerman
- Juncus griscomi Fern.
- Juncus guadeloupensis (jonc des hauts) Buchenau & Urb
- Juncus gymnocarpus Coville
- Juncus haenkei E. Mey.
- Juncus hallii Engelm.
- Juncus hemiendytus F.J. Herm.
- Juncus howellii F.J. Herm.
- Juncus inflexus L.
- Juncus interior Wieg.
- Juncus jacquinii L.
- Juncus kelloggii Engelm.
- Juncus leiospermus F.J. Herm.
- Juncus ×lemieuxii Boivin
- Juncus leseuerii Boland.
- Juncus lesueurii Boland.
- Juncus longii Fern.
- Juncus longistylis Torr.
- Juncus longistylus Torr.
- Juncus luciensis Ertter
- Juncus macrandrus Coville
- Juncus macrophyllus Coville
- Juncus marginatus Rostk.
- Juncus maritimus Lam.
- Juncus megacephalus M.A. Curtis
- Juncus mertensianus Bong.
- Juncus mexicanus Willd. ex J.A. et J.H. Schultes
- Juncus militaris Bigelow
- Juncus nevadensis S. Wats.
- Juncus nodatus Coville
- Juncus ×nodosiformis Fern.
- Juncus nodosus L.
- Juncus occidentalis Wieg.
- Juncus ×oronensis Fern.
- Juncus orthophyllus Coville
- Juncus oxymeris Engelm.
- Juncus parryi Engelm.
- Juncus patens E. Mey.
- Juncus pelocarpus E. Mey.
- Juncus phaeocephalus Engelm.
- Juncus pygmaeus Rich. ex Thuill.
- Juncus planifolius R. Br.
- Juncus polyanthemos Buch.
- Juncus polycephalus Michx.
- Juncus prominens (Buch.) Miyabe et Kudo
- Juncus regelii Buch.
- Juncus repens Michx.
- Juncus roemerianus Scheele
- Juncus rugulosis Engelm.
- Juncus rugulosus Engelm.
- Juncus saximontanus A. Nels.
- Juncus scirpoides Lam.
- Juncus secundus Beauv. ex Poir.
- Juncus squarrosus L.
- Juncus ×stuckeyi Reinking
- Juncus stygius L.
- Juncus subcaudatus (Engelm.) Coville et Blake
  - Juncus subcaudatus var. planisepalus Fern.
  - Juncus subcaudatus var. subcaudatus (Engelm.) Coville et Blake
- Juncus subnodulosus Schrank
- Juncus subtilis E. Mey.
- Juncus supiniformis Engelm.
- Juncus tenuis Willd.
- Juncus texanus (Engelm.) Coville
- Juncus textilis Buch.
- Juncus tiehmii Ertter
- Juncus torreyi Coville
- Juncus tracyi Rydb.
- Juncus trifidus L.
- Juncus triformis Engelm.
- Juncus triglumis L.
- Juncus trigonocarpus Steud.
- Juncus tweedyi Rydb.
- Juncus uncialis Greene
- Juncus usitatus L.A.S. Johnson
- Juncus validus Coville
- Juncus vaseyi Engelm.
- Juncus xiphioides E. Mey.

## Culture
Le jonc est la seule plante qui absorbe sans dommage le manganèse en excès dans le sol. Par ailleurs, il peut également être utilisé, conjointement à d'autres plantes, dans le cadre de projets de phytoépuration et de piscines écologiques. Il présente l'avantage de bien tolérer des périodes sèches, aussi bien qu'une immersion de 7 à 10 cm.